# 秀泰生活台中站前店
24°08′26.0″N 120°41′23.1″E / 24.140556°N 120.689750°E
秀泰生活台中站前店（Showtime Live Taichung Station Store）為台灣臺中市東區的一間中型購物中心，位於干城重劃區內的南京路上，商場建築分為兩棟（S1館與S2館，中間有南京立體停車場隔開），建築總樓板面積約13,700坪，由秀泰集團、南山人壽合作開發，2017年3月9日兩館同時開業（1月24日S1館試營運）。商場主力核心店為秀泰影城、小書房及各式主題餐廳。

## 歷史
- 2012年，南山人壽自財政部國有財產署標下臺中干城重劃區兩塊土地（臺中市東區練武段1039、1041地號，及臺中市東區練武段1021地號）的50年地上權，土地面積共約4,200坪[4]。
- 2014年10月29日，南山台中陽光廣場正式動工，未來由秀泰生活負責營運，預計2016年底開幕[5]。
- 2017年1月24日，S1館率先試營運[6]，3月9日與S2館共同開業，此案為南山人壽與秀泰生活在台灣合作開設的第一間購物中心。

## 樓層簡介

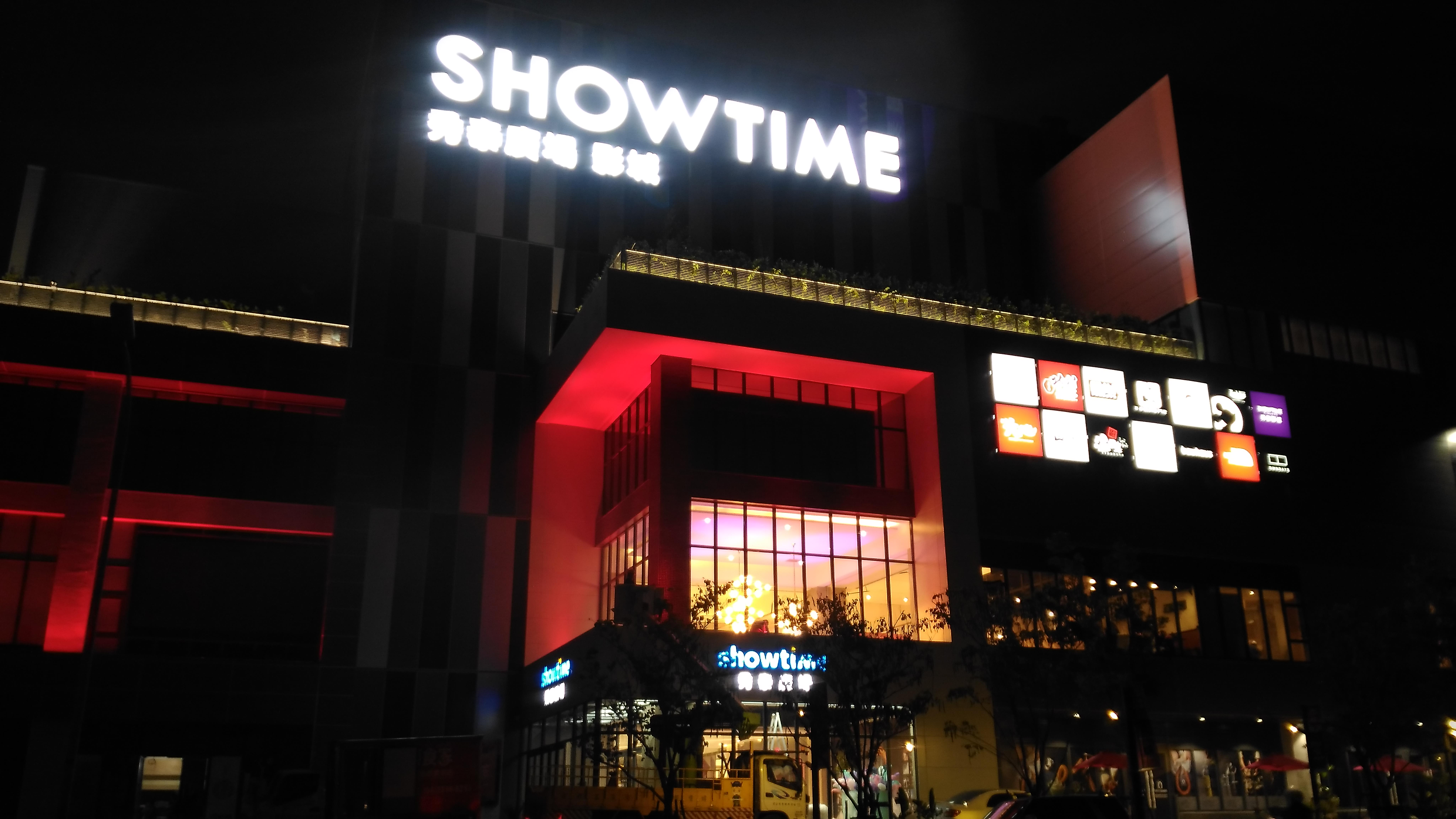
S1館夜景

### S1館

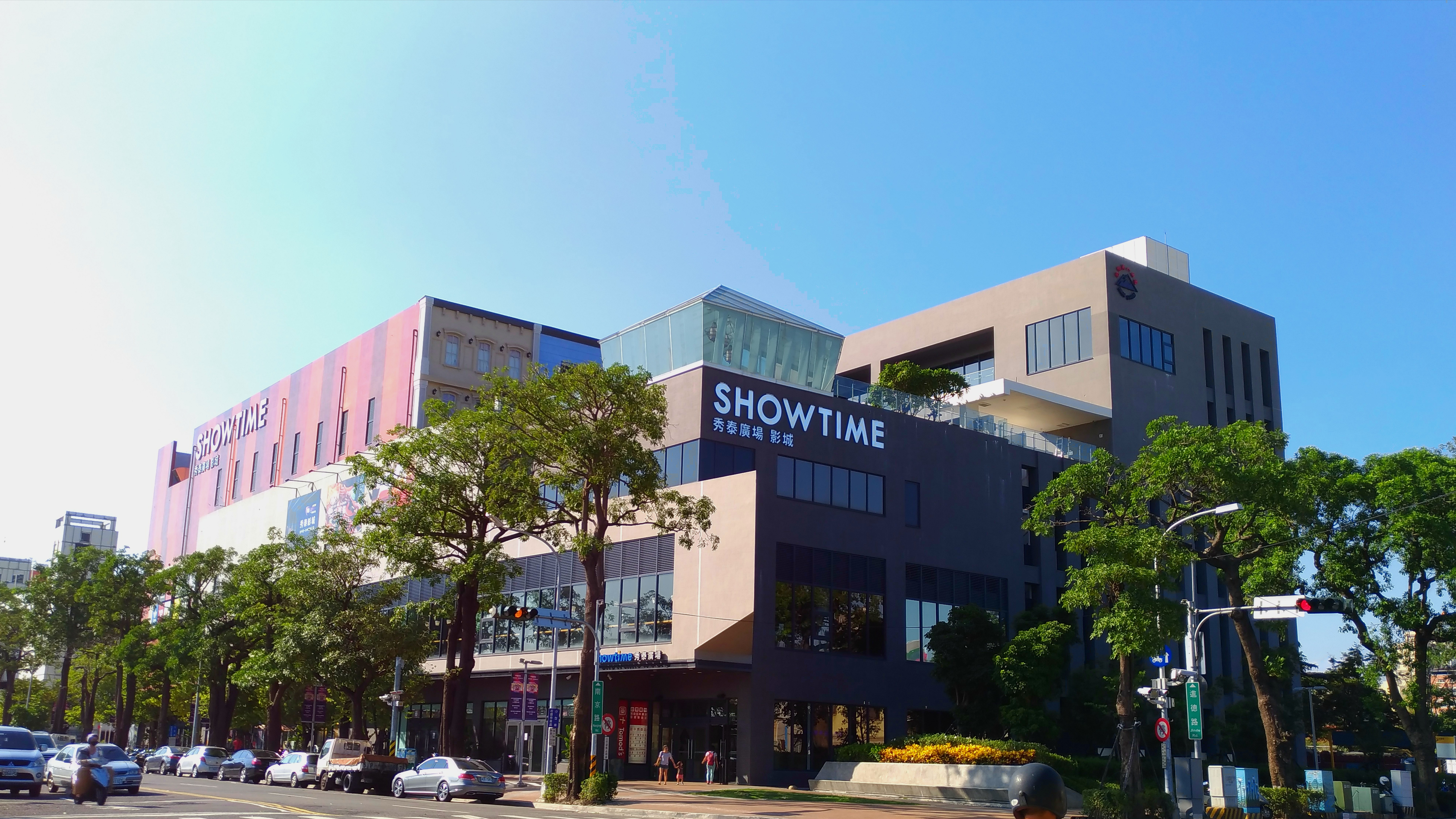
S2館

| 樓層   | 用途                                   |
| ------ | -------------------------------------- |
| 4F     | 秀泰影城 1-9廳                         |
| 3F     | 主題餐廳／秀泰影城 10-12廳             |
| 2F～3F | 運動生活                               |
| 1F     | 戶外運動／休閒服飾／雜貨配件／美食餐飲 |
| B1～B2 | 停車場                                 |

### S2館
| 樓層   | 用途                 |
| ------ | -------------------- |
| 4F     | 秀泰影城 13-17廳     |
| 3F     | 美食街／兒童遊樂場   |
| 2F     | 小書房／咖啡館       |
| 1F     | 運動／生活休閒／美妝 |
| B1～B2 | 停車場               |

## 周邊環境
- 臺中國軍英雄館
- 舊臺中車站
- 臺中車站
- 大魯閣新時代購物中心
- 臺中糖廠（臺中帝國糖廠湖濱生態園區，整建中）
- LaLaport台中
- 臺中建國市場

## 外部連結
- （繁體中文） 秀泰生活台中站前店 （页面存档备份，存于）
- 秀泰生活台中站前店的Facebook專頁
- 台灣公司資料 （页面存档备份，存于）